# Marie Rosché
Marie Rosche-Pellin, née le 10 août 1987 à Saint-Louis (Sénégal), est une joueuse de basket-ball américano-sénégalaise.

## Biographie
L'intérieure d'1,90 m possède la double nationalité sénégalaise et américaine grâce à une mère sénégalaise et un père américain. Le métier de son père, "public health consultant", en mission pour le gouvernement américain pour la santé dans les pays d'Afrique, lui fait parcourir le continent. 
Née à Saint-Louis au Sénégal, elle y vit jusqu'à l'âge de 8 ans. Ensuite, elle découvre le Togo, le Mali, le Mozambique, l'Afrique du Sud… Elle va dans les écoles internationales et y parle l'anglais et le français. Aujourd'hui, la basketteuse maîtrise cinq langues : l'anglais, le français, le créole, le wolof et le portugais, elle comprend l'allemand.
Petite, Marie Rosche-Pellin est sportive, elle pratique le football, l'athlétisme et le basket-ball, mais ne fait pas partie de clubs. La jeune femme vit en Afrique jusqu'à 14 ans. À cet âge, elle intègre l'internat du lycée Westtown en Pennsylvanie. Ses parents, qui possèdent une maison dans le Maryland, lui rendent souvent visite. Elle a aussi de la famille aux États-Unis. Elle débute vraiment le basket dans l'équipe de son lycée. À 17 ans, elle obtient une bourse pour l'université de Dayton. Elle joue quatre ans dans le championnat universitaire féminin de NCAA (D1) tout en étudiant les relations publiques et la psychologie. Durant ses années de basket à Dayton, elle reçoit deux fois le titre de most improved player, soit la meilleure progression. Mais après Dayton, elle arrête la pratique du basket et poursuit ses études avec un master en communication de santé. Étudiante, elle travaille pour la ville de Dayton dans le département des sports. Une fois son master en poche, elle part pour Boston, puis reprend le basket et dispute une saison à Porto Rico.
La jeune femme vit aussi une belle expérience avec l'équipe nationale du Qatar qu'elle rejoint pendant deux mois. Elle a ensuite l'opportunité de jouer en Europe et rejoint l'Allemagne en 2012 avec le club de Keltern. Elle n'y reste qu'une saison et signe à l'AB Chartres. Alain Boureaud, le coach chartrain, connait son ex-entraîneur de Dayton. Son agent la dirige vers Chartres où elle arrive en août, après des essais en avril.

## Clubs
| Période   | Équipe                           | Championnat |
| --------- | -------------------------------- | ----------- |
| 2001-2004 | Lycée de Pennsylvanie            |             |
| 2004-2008 | Équipe de l'Université de Dayton | NCAA (D1)   |
| 2011      | Leonas de Ponce                  | D1          |
| 2012      | Équipe du Qatar                  | Tournoi     |
| 2012-2013 | Rutronik Stars Keltern           | LF2         |
| 2013-2015 | AB Chartres                      | LF2         |